# Tadarida bivittata
Tadarida bivittata — вид кажанів родини молосових.

## Середовище проживання
Країни поширення: Еритрея, Ефіопія, Кенія, Мозамбік, Судан, Танзанія, Уганда, Замбія, Зімбабве. Пов'язаний як з сухими так і з вологими саванами.

## Стиль життя
Лаштує сідала місцинах.